# عملية فلينتلوك
عملية فلينتلوك هي سلسلة من التجارب النووية التي أجرتها الولايات المتحدة في فلينتلوك وهي عبارة عن 47 تجربة نووية أجريت بين عامي 1965-1966. سبقت هذه الاختبارات سلسلة عملية حجر الشحذ وتلتها سلسلة عملية مفتاح المزلاج.